# یوکی فوجی
یوکی فوجی (ژاپنی: 冨士 祐樹؛ زادهٔ ۷ مهٔ ۱۹۸۱) یک بازیکن فوتبال اهل ژاپن است.
از باشگاه‌هایی که در آن بازی کرده‌است می‌توان به باشگاه فوتبال توکوشیما ورتیس، باشگاه فوتبال گراونز کیتاکیوشو و باشگاه فوتبال گیفو اشاره کرد.